# Domek Piusa IV
Domek Piusa IV (wł. Casina di Pio IV, łac. Villa Pia) – willa patrycjuszowska z XVI wieku stojąca w Ogrodach Watykańskich.
W zabytkowej willi mają swoją siedzibę następujące instytucje: Papieska Akademia Nauk (łac. Pontificia Academia Scientiarum), Papieska Akademia Nauk Społecznych (łac. Pontificia Academia Scientiarum Socialium) oraz Papieska Akademia im. św. Tomasza z Akwinu (łac. Pontificia Academia Sancti Thomae Aquinatis).

## Historia
Willa została zbudowana w 1558 roku dla papieża Pawła IV, według projektu Pirro Ligorio. Z architektem współpracował Giovanni Sallustio Peruzzi, syn Baldassare Peruzziego. Budynek został ukończony w 1561 roku, po śmierci papieża, za pontyfikatu Piusa IV, który uczynił z niego miejsce rekreacji i klejnot reprezentacyjny. Willa utrzymana jest w stylu manierystycznym. Artyści ozdobili ją rzeźbami starożytnymi i współczesnymi, freskami i obrazami.

## Struktura
Domek Piusa IV składa się z dwóch części. Mniejsza część, zwrócona w kierunku Pałacu Apostolskiego, to swego rodzaju nimfeum otwarte w stronę fontanny, ozdobione mozaikami i niszami z posągami i płaskorzeźbami. Nad dolną częścią znajduje się dorycka loggia otwarta w górnej części. Przez eliptyczne atrium przechodzi się do budynku większego. Jego fasadę zdobią bogate stiuki. Wewnątrz zachowały się freski autorstwa takich malarzy, jak: Federico Barocci, Santi di Tito, Federico Zuccaro, Marco da Faenza.

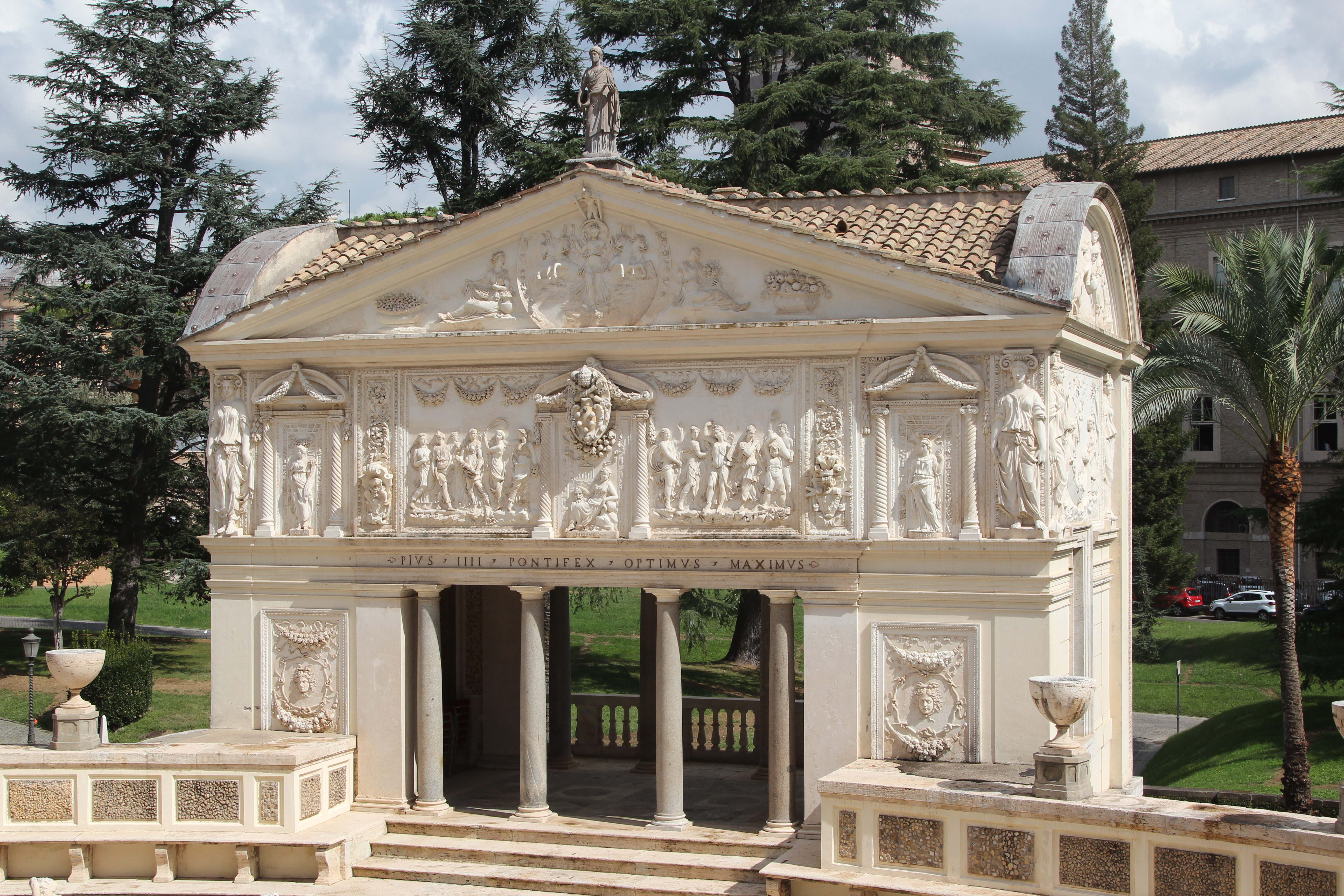
Nimfeum z loggią
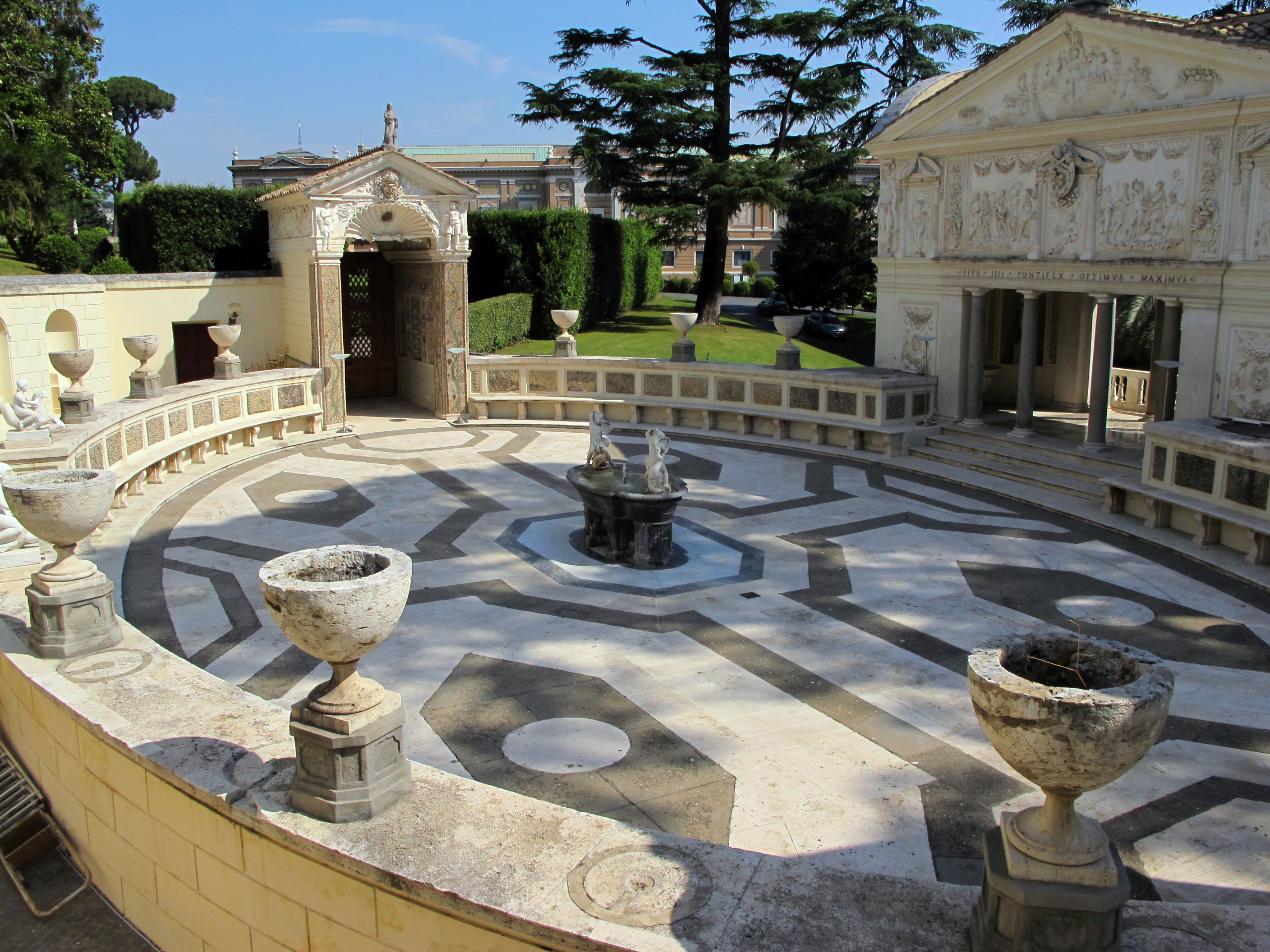
Owalne atrium
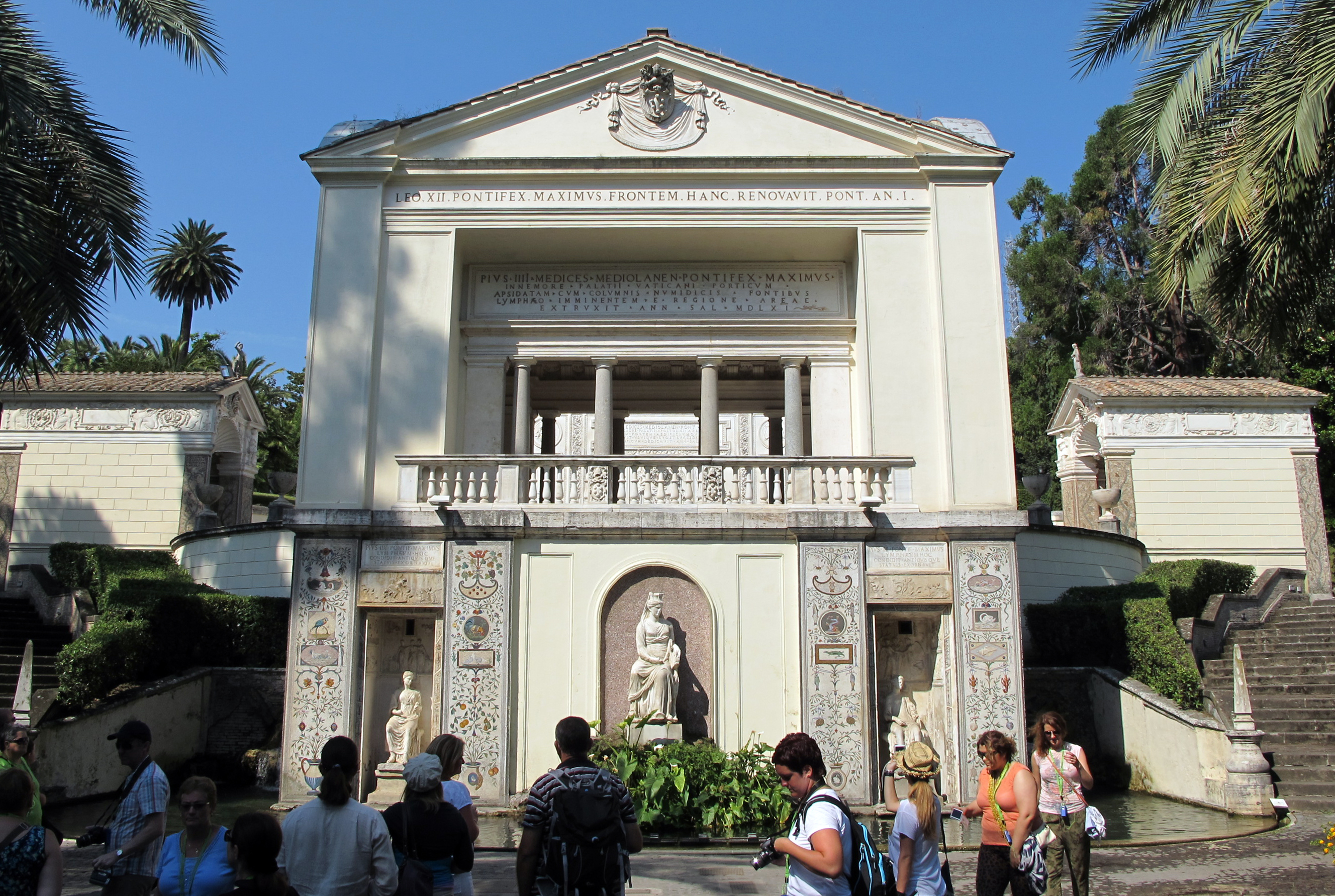
Zewnętrzny fronton loggi
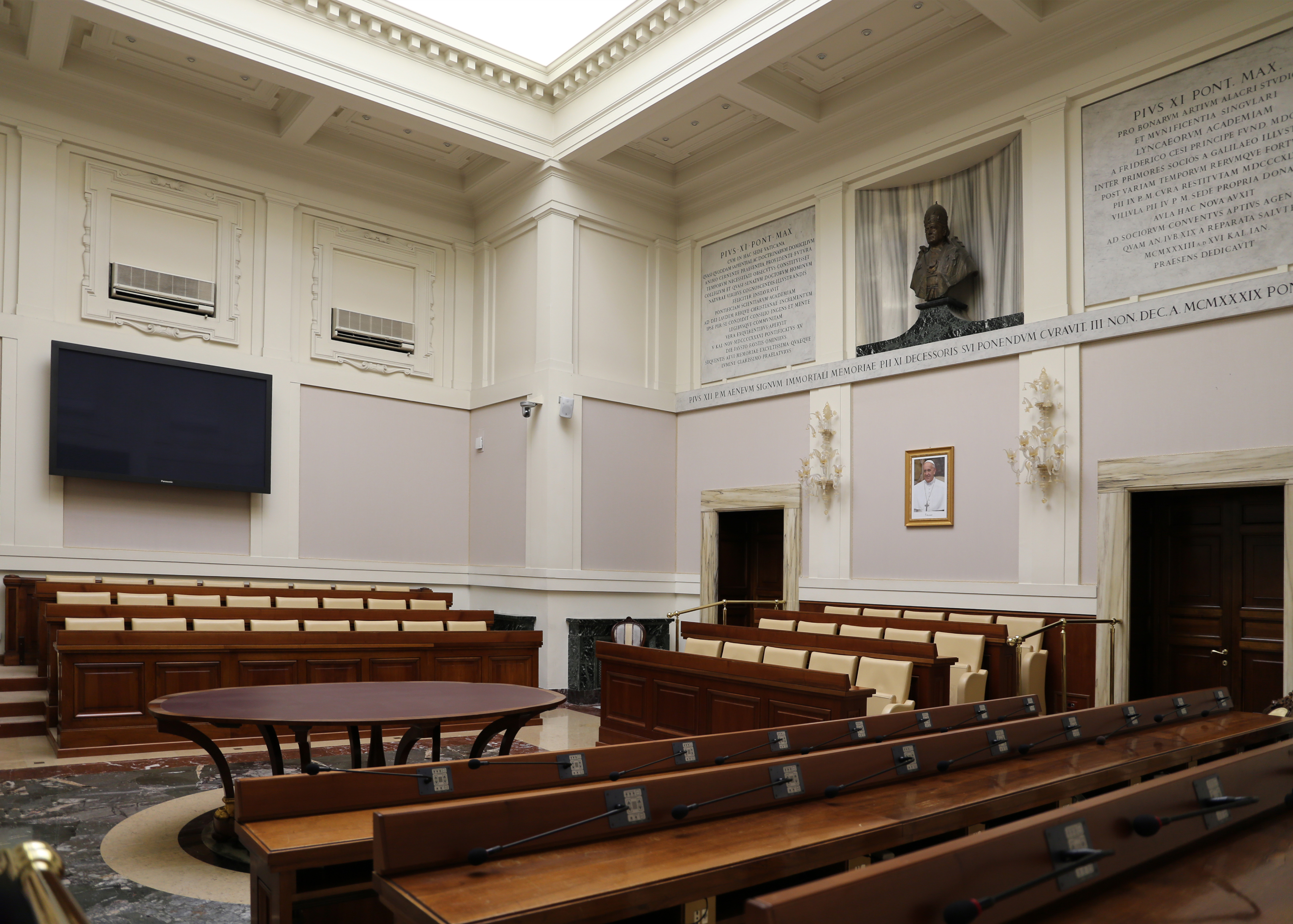
Aula
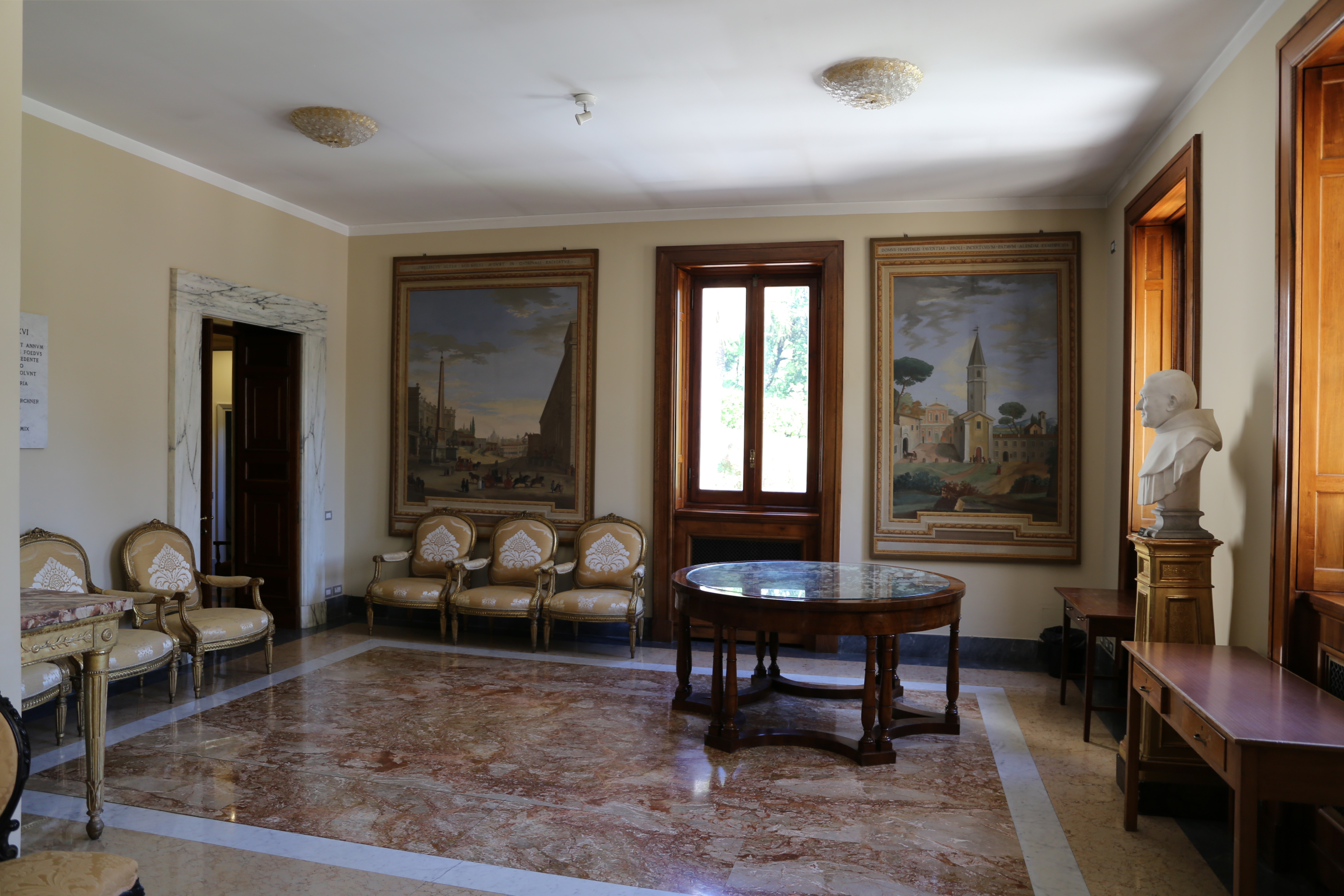
Jedno z wnętrz
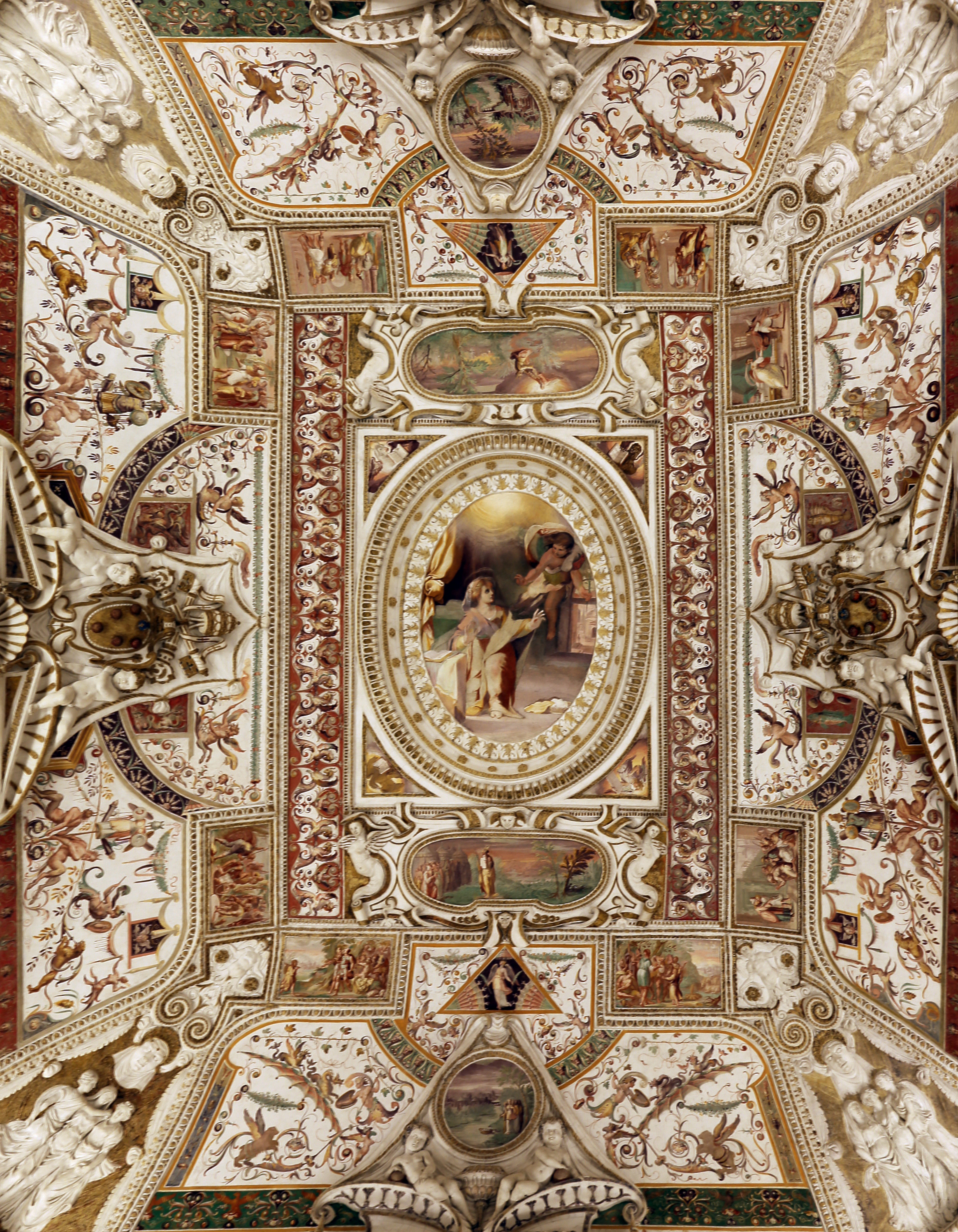
Freski Barocciego
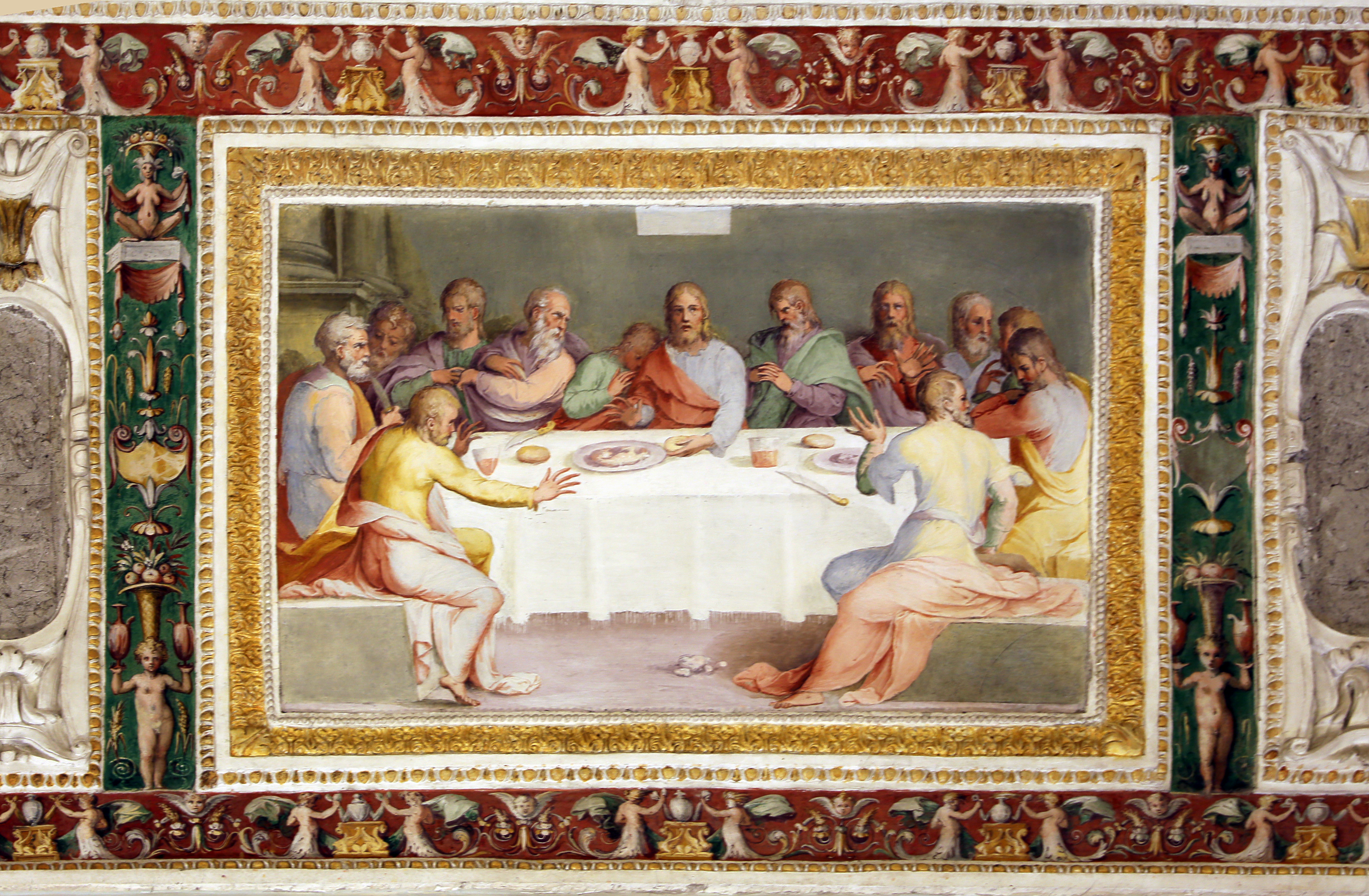
Ostatnia wieczerza, Federico Zuccaro
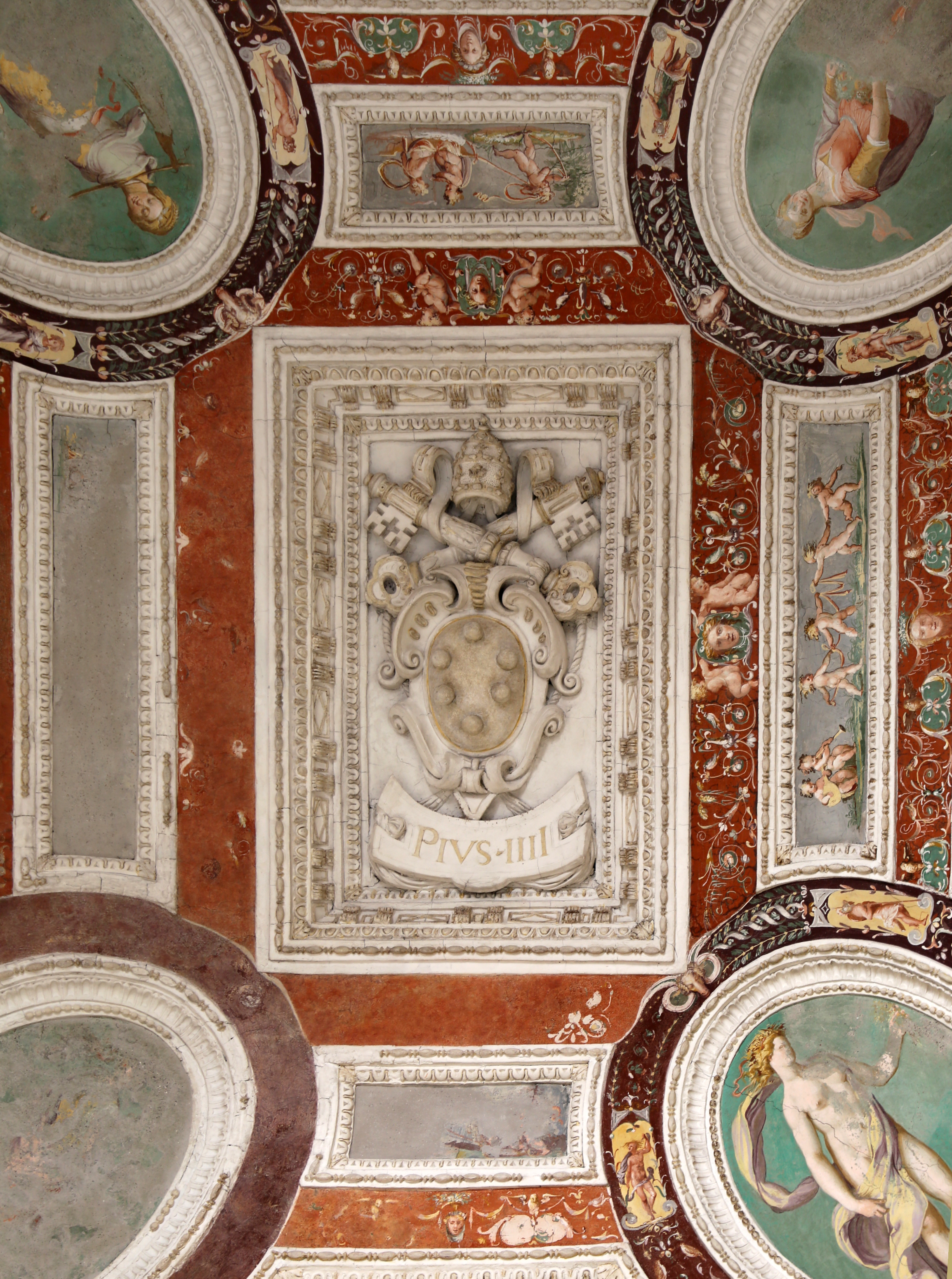
Herb Medicich, Santi di Tito
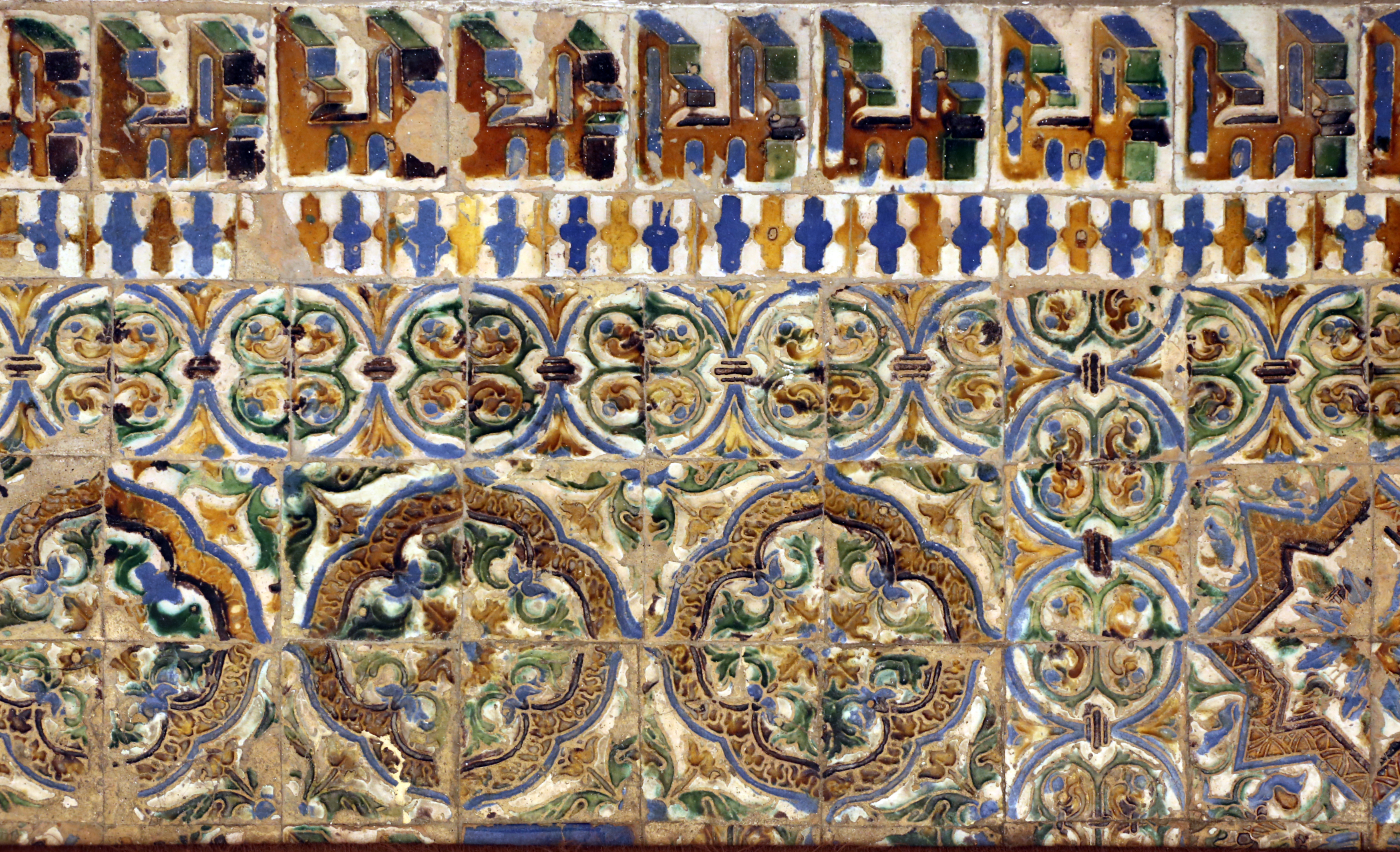
Podłoga z XVI w.